# 新西兰刺莺属
新西兰刺莺属（学名：Finschia）是刺嘴莺科下的一个属。

## 下属物种
本属包括以下物种：
- 新西兰刺莺 Finschia novaeseelandiae (Gmelin, 1789)